# Сражение под Вязьмой (1812)
Сражение под Вязьмой — сражение 22 октября (3 ноября) 1812 год под Вязьмой русского авангарда под командованием М. А. Милорадовича с отступающей французской армией в ходе Отечественной войны 1812 года.

## Предыстория
Наполеон, отступая из Москвы, прибыл в Вязьму 19 (31) октября. Здесь он приказал маршалу Нею пропустить растянувшиеся на дороге войска и сменить в арьергарде маршала Даву. Чтобы отбиваться от наседающих казаков, арьергарду приказано двигаться в сомкнутых каре. До подхода русского авангарда через Вязьму не успели пройти 4-й корпус генерала Богарне, 5-й корпус генерала Понятовского и арьергардный корпус Даву. По сведениям Шамбре, силы французов насчитывали 37 500 человек:
- 1-й пехотный корпус Даву — 13 тысяч человек;
- 3-й пехотный корпус Нея — 6 тыс. человек;
- 4-й пехотный корпус Богарне — 12 тыс. человек;
- 5-й пехотный корпус Понятовского — 3,5 тыс. человек;
- 1-й и 3-й кавалерийские корпуса и кавалерия, состоявшая при пехотных корпусах — 3 тыс. человек.

У М. А. Милорадовича — 24,5 тысяч человек:
- 2-й пехотный корпус— 7 тыс. человек;
- 4-й корпус — 7 тыс. человек;
- 2-й и 4-й кавалерийские корпуса — 3,5 тыс. человек;
- 26-я пехотная дивизия Паскевича — 4 тыс. человек;
- пять казачьих полков Платова — 3 тыс. человек;
- 84 орудия[1].

Авангард русской армии под командованием генерала от инфантерии М. А. Милорадовича (2-й и 4-й пехотные корпуса, 2-й и 4-й кавалерийские корпуса, 17 500 солдат, 84 орудия) приблизился к Вязьме в ночь на 22 октября (3 ноября). 5 казачьих полков (3 тысячи) под начальством атамана М. И. Платова и 26-я пехотная дивизия Паскевича были приданы Милорадовичу. Непосредственное преследование французов по Смоленской дороге вела 26-я пехотная дивизия Паскевича (4 тысячи человек). Всего силы русских оцениваются примерно в 24 500 солдат.
Кутузов послал на помощь Милорадовичу 1-й кавалерийский корпус Уварова (менее 2 тыс.), однако из-за больших болот в тех местах корпус Уварова не смог соединиться с авангардом и участвовать в сражении.
Основная русская армия во время Вяземского сражения находилась примерно в 8 км к югу от Вязьмы, в город не входила, а обошла его с юга и вышла на дорогу Вязьма—Ельня.

## Ход сражения
22 октября (3 ноября) авангард русской армии под командованием генерала М. А. Милорадовича и донского атамана М. И. Платова, видя расстройство в войсках противника, пропустил корпус Понятовского и атакой разрезал итальянский корпус Богарне в районе села Максимкова (в 13 км от Вязьмы), выйдя на Смоленскую дорогу. Солдаты Богарне бежали в беспорядке. Отрезанный 1-й корпус Даву оказался в критическом положении, впереди дорога перерезана Милорадовичем, на хвост колонны насели казаки Платова и дивизия Паскевича.
Корпуса Богарне и Понятовского вернулись на помощь корпусу Даву. Соединёнными усилиями французы оттеснили заслон русских с дороги. Соединение корпуса Даву с остальными проходило под фланговым ружейно-пушечным огнём, под постоянными атаками. Затем корпуса отошли к высотам у Вязьмы. Здесь находился корпус маршала Нея, и вместе четыре корпуса, численность которых оценивается в 37 тысяч солдат, организовали оборону.
Два маршала и два генерала, собравшись на совет, решили продолжать отступление, и около 2 часов дня Богарне и Понятовский с боем начали отходить. Даву последовал за ними, но под напором русских его войска обратились в бегство. Последним выступал Ней. Он пропустил другие корпуса через город. Наконец около 6 часов вечера Ней под натиском русских вынужден был очистить город, перейти через реку Вязьма и уничтожить мост.
Милорадович продолжил преследование французов до Дорогобужа, в то время как казаки Платова и Орлова-Денисова по обеим сторонам от дороги препятствовали фуражировке противника и уничтожали его мелкие отряды. Главная армия Кутузова двигалась на Ельню, продолжая совершать так называемый фланговый марш параллельно отступающему Наполеону.

## Итог сражения
Результаты боя изложил Кутузов в донесении Александру I от 28 октября (9 ноября) из Ельни. По его словам, 22 октября (3 ноября) взято 2 тысячи пленных и один генерал, по словам пленных французских офицеров, французы потеряли до 7 тысяч убитыми. Свои потери Кутузов оценил в 800 убитых и 1000 раненых. В донесении Кутузов также указал отбитые казаками Платова и Милорадовичем 8 орудий и 800 пленных за время преследования противника 23 октября (4 ноября) — 26 октября (7 ноября) до Дорогобужа.
По данным Шамбре, французы потеряли 4 тысячи убитыми и ранеными и 3 тысячи пленными. Надпись на 22-й стене Храма Христа Спасителя указывает на потери русских в Вяземском сражении в 1800 человек.
Из записок Ермолова:

«В Вязьме в последний раз мы видели неприятельские войска, победами своими вселявшие ужас повсюду и в самих нас уважение. Ещё видели мы искусство их генералов, повиновение подчинённых и последние усилия их.
На другой день не было войск, ни к чему не служила опытность и искусство генералов, исчезло повиновение солдат, отказались силы их, каждый из них более или менее был жертвою голода, истощения и жестокости погоды».

На следующий день после битвы пошёл первый снег. Это значительно ухудшило положение усталой и голодной Великой Армии.
Поражение лучших французских корпусов под Вязьмой окончательно подорвало моральный дух в наполеоновских войсках, с этого момента их отход превратился из вынужденного тактического манёвра в катастрофическое отступление.
Из письма Нея начальнику Главного штаба маршалу Бертье:

Почти только одна итальянская королевская гвардия шла ещё в должном порядке, остальные упали духом и изнемождены от усталости. Масса людей бредёт в одиночку в страшном беспорядке и большей частью без оружия… Без преувеличения, по всей дороге плелись около 4 тыс. человек от всех полков Великой армии, и не было никакой возможности заставить их идти вместе.